# Эрлевайн, Стивен Томас
Стивен Томас Эрлевайн (англ. Stephen Thomas Erlewine, также известен как Том Эрлевайн (англ. Tom Erlewine), род. 18 июня 1973, Анн-Арбор, Мичиган, США) — американский музыкальный критик и музыкант, редактор онлайн-сервиса Allmusic, племянник основателя Allmusic Майкла Эрлевайна.

## Биография

### Ранние годы
Родился 18 июня 1973 в Анн-Арборе. Будучи студентом, Эрлевайн работал на студенческой радиостанции, совмещая эту деятельность с работой в издательстве студенческой газеты The Michigan Daily в качестве музыкального редактора (1993—1994) и редактора-искусствоведа (1994—1995).

### Карьера в All Music Guide/Allmusic
Учёбу Стивен совмещал с активным сотрудничеством с All Music Guide (AMG). Летом 1994 года он стал редактором рок-секции All Music Guide, а в 1995-м был редактором The All Music Guide to Rock, в который внёс существенный вклад. С тех пор Эрлевайн дослужился до должности старшего редактора (англ. Senior Editor) Allmusic, написав тысячи отзывов о музыкальных произведениях.

## Музыкальная деятельность
С 2001 года участник, автор композиций музыкального коллектива Who Dat? наряду с коллегой Крисом Вудстрой (англ. Chris Woodstra).